# Rangamati (Distrikt)
Der Distrikt Rangamati (bengalisch রাঙ্গামাটি জেলা IAST Rāṅgāmāṭi jelā) ist ein Verwaltungsdistrikt in Bangladesch. Er liegt innerhalb der südöstlichen Verwaltungseinheit, der Division Chittagong. Hauptort ist die Stadt Rangamati. Der Distrikt hat 595.979 Einwohner (Volkszählung 2011).

## Geografie
Der 6116,19 km² große Verwaltungsdistrikt grenzt im Norden an den indischen Bundesstaat Tripura, im Osten an den indischen Bundesstaat Mizoram und die Provinz Chin des östlichen Nachbarlandes Myanmar. Im Süden grenzt Rangamati an den Distrikt Bandarban und im Osten an die Distrikte Khagrachhari und Chittagong.
Die wichtigsten Gewässer des von Wäldern und Bergen dominierten Distrikts sind größte Stausee Bangladeschs, der Karnaphulistausee sowie die Flüsse Kaptai, Karnafuli, Chingri, Maini und Kassalong. Mehrere Hauptgebirgsketten verlaufen In Richtung von NW nach SO durch den Distrikt.

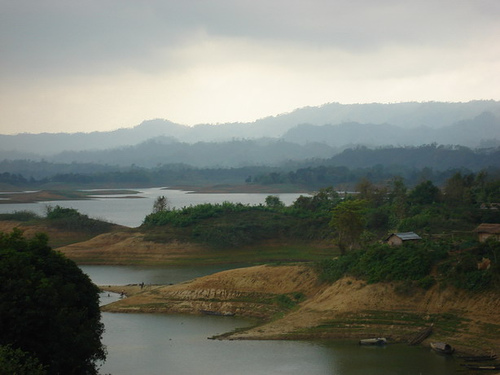
Der Karnaphulistausee bei Tabalchhari

### Natur und Tierwelt
Die natürliche Vegetation besteht aus Regenwäldern, Laubwäldern, Bambuswäldern, Farnen und Grasland. Im Kaptai-Nationalpark ist die natürliche Pflanzen- und Tierwelt noch weitgehend erhalten.
Zur Tierwelt gehören Elefanten, Leoparden, Wildkatzen, wilde Hunde und mehr als 600 verschiedene Vogelarten. Flora und Fauna entsprechen derjenigen des Nachbarstaats Myanmar und nicht der indischen Pflanzenwelt und Tierwelt.
Häufig werden Agrarflächen durch Brandrodung (bengalisch Jhum) geschaffen. Dies und die Bodenerosion in Gebieten mit Entwaldung sind die Hauptgründe für die Veränderung der Landschaft.

### Klima
Das Klima ist subtropisch und die Temperaturen schwanken zwischen 12,5 und 36,5 °Celsius. Die durchschnittliche jährliche Regenmenge beträgt 2673 mm. Die durchschnittliche Luftfeuchtigkeit beträgt um die 70 %. In den Monaten von November bis März fällt wenig Regen. Juni, Juli und August sind die Monate mit dem meisten Regen.

## Geschichte
Im 9. Jahrhundert war das Gebiet ein Teil des Königreichs von Arakan. Später im Mittelalter gehörte es als Vasallengebiet Mrauk U zum Sultanat von Bengalen und danach zum Mogulreich. Zeitweise wurde die Region allerdings auch vom Königreich Arakan und vom Fürstenstaat Tippera (auch Tripura genannt) beherrscht. Von 1666 an zahlten die örtlichen Herrscher Tribut an das Mogulreich. Das geschwächte Mogulreich überließ das Gebiet 1760 den Briten. Von da an bis 1860 beschränkten sich diese auf die Zahlung von jährlichen Abgaben. Das Gebiet wurde 1860 Teil der Präsidentschaft Bengalen. Doch konnte das Gebiet des heutigen Distrikts Rangamati erst 1891 endgültig unterworfen werden. Danach war es Teil des Gebiets Chittagong Hill Tracts. Seit der Unabhängigkeit von den Briten war es Teil von Ostpakistan, das 1971 zu Bangladesch wurde. Die Bergvölker standen im Unabhängigkeitskrieg von Ostpakistan (heute Bangladesch) eher zum bisherigen Staat Pakistan, da sie den starken bengalischen Druck in ihre Siedlungsgebiete verringern wollten. Der Distrikt entstand 1983 durch Aufspaltung des bisherigen Distrikts Chittagong Hill Tracts in verschiedene Distrikte.

## Bevölkerung

### Bevölkerungsentwicklung
Wie überall in Bangladesch wächst die Einwohnerzahl im Distrikt seit Jahrzehnten stark an. Ein spezielles Problem für die einheimische Bevölkerung ist die Zuwanderung von zahlreichen Bengalen. Weniger als die Hälfte der Bevölkerung sind im Distrikt geboren.

### Bedeutende Orte
Einwohnerstärkste Ortschaft innerhalb des Distrikts ist der Distriktshauptort Rangamati. Einzige weitere Stadt (Town) ist Baghaichhari. Weitere Orte mit mehr als 10000 Bewohnern sind Betbunia, Kaptai und Langadu. Die städtische Bevölkerung macht insgesamt 26,78 Prozent der gesamten Bevölkerung aus.

### Verteilung Stadt und Landbevölkerung
Rangamati gehört zu den stark ländlich geprägten Distrikten innerhalb des Landes. Die Verteilung:
| Stadt- und Landbevölkerung im Distrikt Rangamati                          |                   |                   |                   |                   |                   |                   |                   |                   |                   |                   |
|                                                                           | Volkszählung 1974 | Volkszählung 1974 | Volkszählung 1981 | Volkszählung 1981 | Volkszählung 1991 | Volkszählung 1991 | Volkszählung 2001 | Volkszählung 2001 | Volkszählung 2011 | Volkszählung 2011 |
| Anzahl                                                                    | Anteil            | Anzahl            | Anteil            | Anzahl            | Anteil            | Anzahl            | Anteil            | Anzahl            | Anteil            |                   |
| GESAMT                                                                    | 202.798           | 100 %             | 301.753           | 100 %             | 401.388           | 100 %             | 508.182           | 100 %             | 595.979           | 100 %             |
| STADT                                                                     | 38.303            | 18,89 %           | 106.073           | 35,15 %           | 146.083           | 36,39 %           | 170.188           | 33,49 %           | 159.627           | 26,78 %           |
| LAND                                                                      | 164.495           | 81,11 %           | 195.680           | 64,85 %           | 255.305           | 63,61 %           | 337.994           | 66,51 %           | 436.352           | 73,22 %           |
| Quelle: Zila Rangamati bei der Volkszählung 2011, Tabelle PT-01, Seite 17 |                   |                   |                   |                   |                   |                   |                   |                   |                   |                   |

### Bevölkerung des Distrikts nach Geschlecht
Wie in vielen Teilen Bangladeschs ist der Anteil der weiblichen Bevölkerung niedriger als die Anzahl männlicher Bewohner.
| Verteilung der Bevölkerung nach Geschlecht im Distrikt Rangamati          |                   |                   |                   |                   |                   |                   |                   |                   |                   |                   |
|                                                                           | Volkszählung 1974 | Volkszählung 1974 | Volkszählung 1981 | Volkszählung 1981 | Volkszählung 1991 | Volkszählung 1991 | Volkszählung 2001 | Volkszählung 2001 | Volkszählung 2011 | Volkszählung 2011 |
| Anzahl                                                                    | Anteil            | Anzahl            | Anteil            | Anzahl            | Anteil            | Anzahl            | Anteil            | Anzahl            | Anteil            |                   |
| GESAMT                                                                    | 202.798           | 100 %             | 301.753           | 100 %             | 401.388           | 100 %             | 508.182           | 100 %             | 595.979           | 100 %             |
| Männer                                                                    | 111.708           | 55,08 %           | 168.948           | 55,99 %           | 220.154           | 54,85 %           | 274.551           | 54,03 %           | 313.076           | 52,53 %           |
| Frauen                                                                    | 91.090            | 44,92 %           | 132.805           | 44,01 %           | 181.234           | 45,15 %           | 233.631           | 45,97 %           | 282.903           | 47,47 %           |
| Quelle: Zila Rangamati bei der Volkszählung 2011, Tabelle PT-02, Seite 17 |                   |                   |                   |                   |                   |                   |                   |                   |                   |                   |

### Volksgruppen
Die Anzahl der zugewanderten Bengalen nimmt seit der Unabhängigkeit Bangladeschs stetig zu. Dennoch zählten sich bei der letzten Volkszählung 2011 noch 356.153 Menschen (59,76 Prozent der Einwohnerschaft) zu den «tribals», der Stammesbevölkerung. Sie werden von der Regierung von Bangladesch unter dem Sammelbegriff Jumma geführt. In Wirklichkeit beinhaltet dieser Begriff eine äußerst vielfältige Anzahl Völker. Im Distrikt sind dies die elf Völker der Chakma (260.545 Personen im Distrikt), Marma (51.235 Personen), Tanchangya (27.052 Menschen), Murong, Tripuri, Bawm, Chak, Khyang, Khumi, Lushei und Pankho.
In den Subdistrikten Baghaichhari (67.275 der 96.899 Einwohner), Barkal (34.408 der 47.523 Einwohner), Juraichhari (25.199 der 27.786 Einwohner) und Naniarchar (35.314 der 43.616 Einwohner) bilden die Chakma deutliche Bevölkerungsmehrheiten. Im Upazila Rangamati Sadar sind sie mit 52.445 Personen eine bedeutende Minderheit. Im Upazila Rajasthali gehören 10.269 der 26.083 Einwohner zum Volk der Marma. Zudem sind 16.841 der 59.693 Bewohner des Upazilas Kaptai und 17.450 der 59.578 Einwohner des Upazilas Kawkhali ebenfalls Marmas. Die Tanchangya siedeln mehrheitlich in den Upazilas Belaichari (11.271 der 28.525 Einwohner) und Kaptai (6389 der 59.578 Einwohner).
Die Bengalen sind in den Upazilas Kaptai und Langadu die Bevölkerungsmehrheit. Im Upazila Rangamati Sadar besteht fast die Hälfte der Einwohnerschaft aus Bengalen.

### Religion
Heutzutage gibt es aufgrund der Zuwanderung von meist muslimischen Bengalen eine wachsende Anhängerschaft des Islams. Doch leben in Rangamati, im Gegensatz zum übrigen von Muslimen dominierten Land, eine bedeutende Anzahl von Buddhisten und Hindus. Im Upazila Langadu sind die Muslime deutlich, Im Upazila Kaptai knapp in der Mehrheit. In sieben der zehn Upazilas sind die Einwohner mehrheitlich Buddhisten, im Upazila eine relative Mehrheit. In drei Upazilas gibt es bedeutende Minderheiten an Hindus, in zwei Upazilas auch eine starke Minderheit an Christen.
| Jahr                                                                      | Buddhisten | Buddhisten | Christen | Christen | Hindus | Hindus | Muslime | Muslime | Andere | Andere | Gesamt  | Gesamt   |
| Jahr                                                                      | Zahl       | Anteil     | Zahl     | Anteil   | Zahl   | Anteil | Zahl    | Anteil  | Zahl   | Anteil | Zahl    | Anteil   |
| ------------------------------------------------------------------------- | ---------- | ---------- | -------- | -------- | ------ | ------ | ------- | ------- | ------ | ------ | ------- | -------- |
| 1981                                                                      | 179.983    | 59,65 %    | 4599     | 1,52 %   | 17.841 | 5,91 % | 98.498  | 32,64 % | 832    | 0,28 % | 301.753 | 100,00 % |
| 1991                                                                      | 216.067    | 53,83 %    | 4498     | 1,12 %   | 22.543 | 5,62 % | 157.650 | 39,27 % | 630    | 0,16 % | 401.388 | 100,00 % |
| 2001                                                                      | 284.906    | 56,06 %    | 8781     | 1,73 %   | 26.944 | 5,31 % | 187.132 | 36,82 % | 419    | 0,08 % | 508.182 | 100,00 % |
| 2011                                                                      | 347.038    | 58,23 %    | 8663     | 1,45 %   | 30.244 | 5,07 % | 209.465 | 35,15 % | 569    | 0,10 % | 595.979 | 100,00 % |
| Quelle: Zila Rangamati bei der Volkszählung 2011, Tabelle PT-14, Seite 22 |            |            |          |          |        |        |         |         |        |        |         |          |

In den zehn Upazilas (Subdistrikten) sieht die Verteilung folgendermaßen aus:
| Bevölkerung in den Upazilas des Distrikts nach Religion |           |         |         |        |         |            |            |          |          |        |        |
| Upazila                                                 | GESAMT    | Muslime | Muslime | Hindus | Hindus  | Buddhisten | Buddhisten | Christen | Christen | Andere | Andere |
| Upazila                                                 | Einwohner | Anzahl  | Anteil  | Anzahl | Anteil  | Anzahl     | Anteil     | Anzahl   | Anteil   | Anzahl | Anteil |
| Baghaichhari                                            | 96.899    | 22.008  | 22,71 % | 6140   | 6,34 %  | 67.795     | 69,96 %    | 858      | 0,89 %   | 97     | 0,10 % |
| Barkal                                                  | 47.523    | 11.023  | 23,20 % | 508    | 1,07 %  | 35.668     | 75,05 %    | 318      | 0,67 %   | 6      | 0,01 % |
| Belaichari                                              | 28.525    | 3074    | 10,78 % | 467    | 1,64 %  | 22.095     | 77,46 %    | 2796     | 9,80 %   | 93     | 0,33 % |
| Juraichhari                                             | 27.786    | 1265    | 4,55 %  | 132    | 0,48 %  | 26.279     | 94,58 %    | 90       | 0,32 %   | 20     | 0,07 % |
| Kaptai                                                  | 59.693    | 30.604  | 51,27 % | 3626   | 6,07 %  | 24.969     | 41,83 %    | 452      | 0,76 %   | 42     | 0,07 % |
| Kawkhali                                                | 59.578    | 21.930  | 36,81 % | 1885   | 3,16 %  | 35.640     | 59,82 %    | 83       | 0,14 %   | 40     | 0,07 % |
| Langadu                                                 | 81.548    | 59.511  | 72,98 % | 1045   | 1,28 %  | 20.708     | 25,39 %    | 244      | 0,30 %   | 40     | 0,05 % |
| Naniarchar                                              | 43.616    | 6202    | 14,22 % | 893    | 2,05 %  | 36.383     | 83,42 %    | 127      | 0,29 %   | 11     | 0,03 % |
| Rajasthali                                              | 26.083    | 5265    | 20,19 % | 2025   | 7,76 %  | 15.568     | 63,52 %    | 3211     | 12,31 %  | 14     | 0,05 % |
| Rangamati Sadar                                         | 124.728   | 48.583  | 38,95 % | 13.523 | 10,84 % | 61.932     | 49,65 %    | 484      | 0,39 %   | 206    | 0,17 % |
| Quelle: Ergebnis der Volkszählung 2011                  |           |         |         |        |         |            |            |          |          |        |        |

## Bildung
Es gibt keine Universität im Distrikt, aber mehrere Colleges. An Hochschulen gibt es eine Pädagogische Hochschule für Lehrpersonen auf Stufe Primarschule, ein Polytechnikum und ein Technikum. Zum staatlichen Bildungswesen gehören noch die Primarschulen und Sekundarschulen. Daneben gibt es Privatschulen und wenige Religionsschulen (Medressen).
Doch befindet sich der Bildungsstand auf tiefem Niveau. Nur 67,59 Prozent der 5-9-Jährigen und 77,88 Prozent der 10-14-Jährigen besuchten (2011) die Schule. Typisch für die Region ist die Tatsache, dass prozentual mehr Jungen wie Mädchen zur Schule gehen.
Am Ende der Kolonialzeit bestand fast die gesamte Bevölkerung aus Analphabeten. Dies änderte sich in der Zeit als das Gebiet Teil von Ost-Pakistan war, nur wenig. Trotz bedeutender Anstrengungen ist das Ziel der vollständigen Alphabetisierung noch weit entfernt. Dazu kommen gewaltige Unterschiede. Während bei den Männern in den Städten mehr als 3 von 5 lesen und schreiben können, ist dies bei den Frauen auf dem Land bei 1 von 3 Personen der Fall. Die Entwicklung zeigt folgende Tabelle:
| Alphabetisierung im Distrikt Rangamati                                                      |                   |                   |                   |                   |
| Einheit                                                                                     | Volkszählung 1991 | Volkszählung 2001 | Volkszählung 2011 | Volkszählung 2011 |
| Einheit                                                                                     | Anteil            | Anteil            | Anzahl            | Anteil            |
| GESAMT                                                                                      | 36,48 %           | 43,60 %           | 249.231           | 49,73 %           |
| Männer                                                                                      | 45,82 %           | 51,47 %           | 149.237           | 56,42 %           |
| Frauen                                                                                      | 24,68 %           | 34,21 %           | 99.994            | 42,36 %           |
| STADT GESAMT                                                                                | 51,70 %           | 61,69 %           | 91.316            | 65,77 %           |
| Stadt-Männer                                                                                | 59,70 %           | 67 95 %           | 52.631            | 70,00 %           |
| Stadt-Frauen                                                                                | 40,20 %           | 53,59 %           | 38.685            | 60,77 %           |
| LAND GESAMT                                                                                 | 27,30 %           | 33,94 %           | 157.915           | 43,59 %           |
| Land-Männer                                                                                 | 36,70 %           | 42,16 %           | 96.606            | 51,03 %           |
| Land-Frauen                                                                                 | 16,30 %           | 24,54 %           | 61.309            | 35,44 %           |
| Quelle: Zila Rangamati, Volkszählung 2011, Tabellen PT-15, Seite 22 und P-07, Seite 223/224 |                   |                   |                   |                   |

## Verwaltung
Der Distrikt Rangamati ist derzeit in zehn so genannte Upazilas unterteilt: Baghaichhari, Barkal, Belaichari, Juraichhari, Kaptai, Kawkhali, Langadu, Naniarchar, Rajasthali und Rangamati Sadar. Innerhalb dieser Verwaltungsunterteilung gibt es mit Baghaichhari und Rangamati Sadar nur zwei selbstverwaltende Städte (municipality), 49 Union Parishads (Dorfräte) und 1555 Dörfer.
| Bevölkerung in den Upazilas des Distrikts |         |           |          |          |          |          |           |           |          |          |            |            |          |          |          |          |
| Upazila                                   | Fläche  | GESAMT    | männlich | männlich | weiblich | weiblich | städtisch | städtisch | ländlich | ländlich | Alphabeten | Alphabeten | männlich | männlich | weiblich | weiblich |
| Upazila                                   | in km²  | Einwohner | Anzahl   | Anteil   | Anzahl   | Anteil   | Anzahl    | Anteil    | Anzahl   | Anteil   | Anzahl     | Anteil     | Anzahl   | Anteil   | Anzahl   | Anteil   |
| Baghaichhari                              | 1931,26 | 96.899    | 50.595   | 52,21 %  | 46.304   | 47,79 %  | 19.875    | 20,51 %   | 77.024   | 79,49 %  | 33.798     | 41,87 %    | 20.791   | 49,10 %  | 13.007   | 33,90 %  |
| Barkal                                    | 760,88  | 47.523    | 25.614   | 53,90 %  | 21.909   | 46,10 %  | 1932      | 4,07 %    | 45.591   | 95,93 %  | 17.517     | 44,50 %    | 11.558   | 54,20 %  | 5959     | 33,04 %  |
| Belaichari                                | 746,00  | 28.525    | 15.174   | 53,20 %  | 13.351   | 46,80 %  | 2458      | 8,62 %    | 26.067   | 91,38 %  | 7628       | 32,76 %    | 5202     | 41,56 %  | 2426     | 22,53 %  |
| Juraichhari                               | 606,05  | 27.786    | 14.839   | 53,40 %  | 12.947   | 46,60 %  | 5895      | 21,22 %   | 21.891   | 88,78 %  | 10.860     | 46,78 %    | 7343     | 58,63 %  | 3517     | 32,90 %  |
| Kaptai                                    | 259,00  | 59.693    | 31.798   | 53,27 %  | 27.895   | 46,73 %  | 14.474    | 24,25 %   | 45.219   | 75,75 %  | 30.882     | 59,99 %    | 18.088   | 65,60 %  | 12.794   | 53,53 %  |
| Kawkhali                                  | 339,29  | 59.578    | 30.516   | 51,22 %  | 29.062   | 48,78 %  | 10.330    | 17,34 %   | 45.219   | 82,66 %  | 21.967     | 44,24 %    | 12.638   | 49,61 %  | 9329     | 38,58 %  |
| Langadu                                   | 388,50  | 81.548    | 42.226   | 51,78 %  | 39.322   | 48,22 %  | 11.391    | 13,97 %   | 70.157   | 86,03 %  | 29.170     | 44,19 %    | 16.899   | 49,17 %  | 12.271   | 38,79 %  |
| Naniarchar                                | 393,68  | 43.616    | 22.507   | 51,60 %  | 21.109   | 48,40 %  | 6192      | 14,20 %   | 37.424   | 85,80 %  | 17.467     | 47,74 %    | 10.472   | 55,31 %  | 6995     | 39,62 %  |
| Rajasthali                                | 145,04  | 26.083    | 13.595   | 52,12 %  | 12.488   | 47,88 %  | 3080      | 11,81 %   | 23.003   | 88,19 %  | 9786       | 44,23 %    | 5847     | 50,71 %  | 3939     | 37,17 %  |
| Rangamati Sadar                           | 546,49  | 124.728   | 66.212   | 53,09 %  | 58.516   | 46,91 %  | 84.000    | 67,35 %   | 40.728   | 32,65 %  | 70.156     | 64,53 %    | 40.399   | 69,75 %  | 29.757   | 58,57 %  |
| Quelle: Ergebnis der Volkszählung 2011    |         |           |          |          |          |          |           |           |          |          |            |            |          |          |          |          |

## Wirtschaft
Von den Erwerbstätigen arbeitet die Mehrheit in der Landwirtschaft. Insgesamt gibt es (2011) 454.251 Personen, die älter als 10 Jahre alt sind. Von diesen sind 113.097 Personen in der Schule, 5834 Menschen auf Arbeitssuche und 136.617 Menschen arbeiten in einem Haushalt. 198.703 Personen sind erwerbstätig. Davon arbeiten 127.303 (=64,1 Prozent) Personen in Landwirtschaft und Fischerei, 12.738 in der Industrie und 58.662 Menschen im Bereich Dienstleistungen.
Landwirtschaftliche Haupterzeugnisse sind Reis, Mais, Ingwer und Kurkuma (Gelbwurz). Als am meisten verbreiteten Obstsorten gelten Papayas, Bananen, Ananas, Jackfrucht, Mangos, Litchis, Kokosnüsse und Limonen. Die Hauptexporterzeugnisse sind Gummi, Baumwollprodukte, Ingwer, Kurkuma, Ananas und Holz.

## Gesundheit
Es gibt ein einziges Krankenhaus und in jedem Unterbezirk ein Gesundheitszentrum. Auf örtlicher Ebene gibt es zudem kleinere Gesundheitszentren und Familienplanungszentren.

## Verkehr
Im ganzen Distrikt gibt es keine einzige Bahnlinie. Daher wickelt sich der regionale Verkehr meist mit Autorikschas und Kleinbussen und der überregionale Verkehr mit Bussen ab.